# Pectocarya linearis
Pectocarya linearis là loài thực vật có hoa trong họ Mồ hôi. Loài này được (Ruiz & Pav.) DC. mô tả khoa học đầu tiên năm 1846.